# مقاطعة ويست فيليكينا (لويزيانا)
مقاطعة ويست فيليكينا (بالإنجليزية: West Feliciana Parish, Louisiana)‏ هي إحدى مقاطعات ولاية لويزيانا في الولايات المتحدة. تأسست سنة 1824، وتبلغ مساحتها 1103 كم2، بلغ عدد سكانها 15625 نسمة في عام 2010 حسب إحصاء مكتب تعداد الولايات المتحدة وتصل الكثافة السكانية فيها 14 نسمة/كم2.

## أعلام
- جورج إس. لونغ
- إسحاق فرانكلين
- ديريك تود لي

## وصلات خارجية
- United States Counties